# جلبان أسود
الجلبان الأسود (باللاتينية: Lathyrus niger) نوع نباتي من جنس الجلبان ينتمي إلى الفصيلة البقولية.

## الموئل والانتشار
موطنه بلاد الشام والمغرب العربي وكل مناطق أوروبا تقريبا.

## مرادفات للاسم العلمي
- (باللاتينية: Orobus niger)